# أرنولد هوزر
أرنولد هوزر (بالمجرية: Hauser Arnold)‏ هو عالم اجتماع وفيلسوف مجري، ولد في 8 مايو 1892 في تيميشوارا في رومانيا، وتوفي في 28 يناير 1978 في بودابست في المجر.